# Jorge Anders
Jorge Anders (* 18. April 1939 in Buenos Aires als Jorge Etzensberger) ist ein aus Argentinien stammender, in den Vereinigten Staaten lebender Jazz-Musiker (Klarinette, Tenorsaxophon), Bandleader und Arrangeur.
Jorge Anders’ Vater war klassischer Violinist, der in verschiedenen europäischen Orchestern spielte, bevor er 1936 nach Argentinien kam. Anders studierte in Buenos Aires klassisches Klarinettenspiel bei Eliseo Rosas und brachte sich selbst das Saxophonspiel bei. 1956 gründete er ein eigenes Trio und Quartett; 1964 entstanden erste Aufnahmen mit dem Santiago Giacobbe Quintett. Er spielte dann noch mit Rodolfo Alchourron und Alfredo Remus, bevor er 1979 nach New York City zog, wo er seitdem lebt und arbeitet. Er arrangierte für die Orchester von Machito, Mousey Alexander, Mel Lewis und Mercer Ellington. Von 1980 bis 1986 nahm er mit Butch Miles auf; von 1982 bis 1987 war er Klarinettensolist in Duke Ellington Orchestra unter Mercer Ellingtons Leitung. Seit 1985 trat er mit einer eigenen Big Band auf, u. a. bei der New York Swing Society im Cat Club 1987 und nahm ein Album auf Jazz Workshop auf.